# Комсомољск на Амуру
Комсомољск на Амуру (рус. Комсомо́льск-на-Аму́ре, кин: Gongqing Cheng) град је у Русији у Хабаровском крају и административни центар Комсомољског региона. Комсомољск на Амуру се налази на левој обали реке Амур и важно је пристаниште на тој реци. Удаљен је 360 километара од града Хабаровска. Према попису становништва из 2010. у граду је живело 263.906 становника.

## Економија
Комсомољск на Амуру је један од већих индустријских центара руског Далеког истока. У граду се налази пристаниште за речне и морске бродове. Такође у њему се завршава и пруга Бајлкал-Амур.
У граду је развијена авио-индустрија. Такође у Комсомољску на Амуру развијена је црна металургија (посебно челика), а најпознатији је металушки завод «Амурсталь». Развијена је и машиноградња.
У граду се налази и нафтна индустрија (завод за прераду нафте компаније «Роснефть», који нафту добија са острва Сахалин нефтоводом од града Оха).
У граду се налазр дрвнопрерађивачки комбинати, фабрике за производњу намештаја и текстилне фабрике.
У Комсомољску на Амуру постоје хидро и термоелектране.

## Име
Пошто је 1932. године град изградила „совјетска омладина“ добио је име Комсомољск (Ком-со-мол) што представља скраћеницу од „комунистичка совјетска омладина“.

## Становништво
Према прелиминарним подацима са пописа, у граду је 2010. живело 263.906 становника, 17.129 (6,09%) мање него 2002.
| 1939.  | 1959.   | 1970.   | 1979.   | 1989.   | 2002.   | 2010.   |
| ------ | ------- | ------- | ------- | ------- | ------- | ------- |
| 70.808 | 177.278 | 218.127 | 263.950 | 315.325 | 281.035 | 263.906 |

## Више образовање
- Комсомољск на Амуру - технички универзитет http://www.knastu.ru/
- Комсомољск на Амуру - педагошки универзитет http://www.amgpgu.ru/

## Транспорт
У Комсомољску на Амуру постоји 5 трамвајских линија.